# Donegal Celtic FC
Donegal Celtic este un club de fotbal din Belfast, Irlanda de Nord. Echipa joacă meciurile de acasă pe Donegal Celtic Park cu o capacitate de 3.000 de locuri.

## Palmares

### Palmares intermediar
- IFA Reserve League: 1
  - 2007/08
- Irish Intermediate Cup: 2
  - 2005/06, 2009/10
- Steel & Sons Cup: 1
  - 2003/04
- Northern Ireland Intermediate League: 8
  - 1989/90, 1990/91, 1992/93, 1993/94, 1994/95, 1998/99, 1999/00; 2001/02
- Northern Ireland Intermediate League Challenge Cup: 6
  - 1988/89, 1989/90, 1992/93, 1994/95, 1998/99, 2001/02
- Northern Ireland Intermediate League Cup: 7
  - 1988/89, 1989/90, 1991/92, 1997/98, 1998/99, 1999/00, 2001/02
- Seamus Mallon Cup: 1
  - 2005/06